# Chen Jingang
Chen Jingang (陈金刚S, Chén JīngāngP; Tientsin, 4 febbraio 1958) è un allenatore di calcio ed ex calciatore cinese, di ruolo attaccante.

## Carriera

### Giocatore

#### Club
Ha giocato nella prima divisione cinese, che ha anche vinto nel 1980 e nel 1983.

#### Nazionale
Ha partecipato alla Coppa d'Asia 1980.

## Palmarès

### Giocatore

#### Competizioni nazionali
- Campionato cinese: 2

Tianjin Teda: 1980, 1983